# Poltys noblei
Poltys noblei är en spindelart som beskrevs av Smith 2006. Poltys noblei ingår i släktet Poltys och familjen hjulspindlar. Inga underarter finns listade i Catalogue of Life.